# Biton tenuifalcis
Espèce
Biton tenuifalcis est une espèce de solifuges de la famille des Daesiidae.

## Distribution
Cette espèce se rencontre en Afrique du Sud et en Namibie.

## Publication originale
- Lawrence, 1962 : Solifuges, Scorpions and Chilopoda of the Namib Desert. Annals of the Transvaal Museum, vol. 24, p. 213-222.